# Mari Possa
Mirna Granados (San Miguel, El Salvador, 21 de enero de 1980), más conocida como Mari Possa, Queen V o Bianca del Toro es una actriz pornográfica retirada y una personalidad de reality show.

## Biografía
Nació y creció en El Salvador. Se graduó del Colegio San Francisco en 1997, ingresó (aunque no terminó) a la Universidad Albert Einsteinen 1998, donde estudió diseño gráfico. En el año 2000 se casa y se muda a Francia. Regresa a El Salvador en el año 2006 y en el 2008 se muda a Estados Unidos.
Ella apareció en el show Sexy Girls Next Door de Playboy en su 1.ª temporada, en el episodio no. 39, como Mirna Granados (su verdadero nombre).
Trabajó como prostituta en El Salvador por muchos años y finalmente entró al mundo del espectáculo para adultos después de trabajar originalmente como asistente en la oficina del productor de porno y estrella Adam Glasser, conocido como Seymore Butts.
Su decisión de entrar al negocio y su posterior cirugía para aumentar sus senos, fueron fundamentales ante su subida al estrellato en el show de televisión Family Business del cual Glasser era la estrella.
Este show de televisión fue presentado en 2003 (en el cual al principio de la serie, se hizo referencia a Mari Possa por su nombre real, Mirna, hasta el episodio en el que ella elige su nombre artístico).
La serie a su vez siguió el desarrollo de una relación romántica entre Possa y Glasser la cual floreció y terminó ante las cámaras de Family Business; su ruptura es el tema del episodio final de la temporada cuatro, titulado "I'm Dancing ASS Fast As I Can."

## Obra parcial
- Strictly Business
- It's Raining Tushy Girls
- International Tushy
- Jamaican Me Horny
- Seymore Butts Welcum to Casa Butts Again
- Bottom Feeders
- Blue Film
- Lip Service